# Jens-Jörg Rieck
Jens Jörg Rieck (* 23. Januar 1963 in Eberswalde) ist ein deutscher Sportreporter.

## Leben
Rieck begann seine Reportertätigkeit beim staatlichen Rundfunk der DDR in Ost-Berlin. Seit 1991 arbeitet er als Sportreporter für die ARD und dabei speziell für den Südwestrundfunk. Bekannt wurde er als Hörfunkreporter mit seinen Spezialgebieten Fußball, Boxen, Leichtathletik und Skilanglauf. Er zählt zu den bekannten Reportern der Bundesligakonferenz (Radio) und der Sportschau (Fernsehen).
Rieck berichtet seit 1992 von Olympischen Sommerspielen, von den Winterspielen seit 2002 und von den Leichtathletik-Weltmeisterschaften seit 1993. In London wurde er 2017 von der IAAF, dem Leichtathletik-Weltverband, für seine 13. WM-Teilnahme ausgezeichnet. Bei Fußball-Weltmeisterschaften war Rieck seit 1994 im Einsatz. Er ist der einzige deutsche Radioreporter, der zwischen 2002 (Yokohama) und 2016 (Paris) sämtliche Endspiele der Fußball-Welt- und Europameisterschaften kommentiert hat. 2015 zeichnete der Verband Deutscher Sportjournalisten Rieck für eine Endspiel-Reportage zum zweiten Mal mit dem Herbert-Zimmermann-Preis aus.
Über einen Zeitraum von 14 Jahren kommentierte er die Hauptkämpfe von Boxen im Ersten.
Im März 2014 wurde durch Recherchen des Magazins Der Spiegel bekannt, dass Rieck ab 1986 als IM unter dem Decknamen „Jörg Woydt“ für das Ministerium für Staatssicherheit der DDR gearbeitet hat. Rieck studierte damals an der Leipziger Karl-Marx-Universität und wurde den Recherchen zufolge von der Stasi beauftragt, ausländische Kommilitonen zu bespitzeln. Im Oktober 1986 habe er eine entsprechende Verpflichtungserklärung unterzeichnet und den Decknamen „Jörg Woydt“ gewählt. Nach seinem Studium sei Rieck beauftragt worden, nicht nur Kollegen, sondern auch die damaligen DDR-Fußball-Nationalspieler Thomas Doll und Andreas Thom zu bespitzeln. Dazu sei es wegen der Friedlichen Revolution nicht mehr gekommen. Der Südwestrundfunk entschied sich, Rieck trotz der Anschuldigungen weiterzubeschäftigen. Er habe glaubhaft machen können, dass er als Stasi-IM nie einem Menschen geschadet habe.
Rieck hat auch mehrere Kinderbücher geschrieben. 2006 erschien sein erstes Buch, 2 : 1 für König Mo. Es folgten Los geht’s Marlon, Ich sehe was, und das bist Du, April und Silvester, Viertel-Maus und Tiger sowie KOLOSSO. 2005 gewann Rieck den Kurzgeschichtenwettbewerb „Oberrheinischer Rollwagen“, den bundesweit einzigen Literaturwettbewerb, der grenzüberschreitend von drei Ländern (Deutschland, Frankreich, Schweiz) organisiert wird.
Rieck ist verheiratet, hat vier Kinder und lebt in Baden-Baden und Berlin.
Bei den Olympischen Winterspielen 2022 in Peking sorgte Riecks emotionale Live-Berichterstattung beim Finale des Team-Sprints der Frauen mit dem Sieg des deutschen Duos Katharina Hennig und Victoria Carl für große Beachtung. Die ARD veröffentlichte kurze Zeit nach dem Ereignis ein Video, in dem nicht nur der Zieleinlauf zu sehen war, sondern parallel dazu auch Riecks Reaktionen darauf.

## Auszeichnungen
- VDJ Medienwettbewerb 1989 / Radio, 1. Preis (Porträt über Helga Haase), Berliner Zeitung vom 30. November 1989[12]
- Großer VDS Preis 1995, Herbert-Zimmermann-Preis, 1. Preis (Reportage vom Boxkampf George Foreman vs. Axel Schulz)[13]
- Albingia-Publizistikpreis, 3. Preis (Feature zur Fußball-WM 1998)
- Großer VDS-Preis 1998, Herbert-Zimmermann-Preis, 2. Preis (Reportage: Nils Schumanns Lauf zur Europameisterschaft über 800 Meter)
- Großer VDS Preis 1999, Fernseh-Wettbewerb, 2. Preis („Old Firm“, Feature über das Glasgower Derby zwischen Celtic und den Rangers)
- Großer VDS Preis 2000, Herbert-Zimmermann-Preis, 1. Preis („Freibier für Deutschland“, Kommentar zur Fußball-Europameisterschaft 2000)[14]
- Herbert-Zimmermann-Hörfunkpreis, 1. Preis (Reportage vom WM-Endspiel 2002, Brasilien – Deutschland)[15]
- VDS-Fernsehpreis 2003, 1. Preis („Portrait des Amateur-Boxers Ahmed Said“)
- DLV-Medienpreis 2008[16]
- Herbert-Zimmermann-Preis für Hörfunk 2010, 3. Preis (Reportage vom WM-Viertelfinale Argentinien – Deutschland)
- Deutscher Radiopreis 2010 (Sonderpreis des Beirats: ARD-Hörfunk-Team bei der Fußball-WM)[17]
- Herbert-Zimmermann-Preis für Hörfunk 2014, Kategorie Live-Reportage, („Deutschland holt den 4. Stern“, Live-Reportage vom WM-Endspiel zwischen Argentinien und Deutschland)[18]
- Herbert-Zimmermannpreis für Hörfunk 2017, 2. Preis (Kategorie Reportage), Bundesliga-Konferenz vom 16. Dezember 2017[19]
- Herbert-Zimmermannpreis für Hörfunk 2021, 2. Preis (Kategorie Reportage), EURO-Drama um Eriksen bei Dänemark gegen Finnland[20]
- Pegasos-Preis 2022, Kategorie „Sportmedien“ (Goldgewinn der deutschen Langläuferinnen im Team-Sprintfinale bei den Olympischen Winterspielen in Peking)[21]
- Deutscher Radiopreis 2024, Nominierung in der Kategorie „Beste Reportage“ (SWR1 – „Festival Radio mit Aufstiegs-Schlusskonferenz Fußball 2. Liga“)[22]

## Bücher
- 2 – 1 voor koning mo. Een voetbalverhaal (mit Nicolas d'Aujourd'hui). Verlag De vier Windstreken, 2006, ISBN 90-5579-597-6.
- Los geht’s Marlon (mit Wolfgang Slawski). NordSüd Verlag, Zürich 2010, ISBN 978-3-314-01734-6.
- Ich sehe was, und das bist du (mit Myriam Petzold). NordSüd Verlag, Zürich 2011, ISBN 978-3-314-10031-4.
- April und Silvester. Frank P. van Eck Verlagsanstalt, Liechtenstein 2013, ISBN 978-89-93260-86-1.
- Viertel-Maus und Tiger (mit Maria Blazejovski). Verlag Jungbrunnen, Wien 2017, ISBN 978-3-7026-5915-8
- KOLOSSO (mit Agi Ofner). Verlag Jungbrunnen, Wien 2022, ISBN 978-3-7026-5969-1